# Joe Locke
Joseph William Locke (Douglas, 24 de setembro de 2003), é um ator manês, notavelmente conhecido por seu papel principal como Charlie Spring na série adolescente da Netflix Heartstopper (2022-presente), pela qual recebeu uma indicação para o primeiro prêmio Emmy para Crianças e Família por Melhor Desempenho Principal.

## Vida e carreira
Joe nasceu na cidade de Douglas, capital da Ilha de Man, uma dependência da coroa britânica, situada no Mar da Irlanda entre a Inglaterra e a Irlanda. Ele frequentou a Ballakermeen High School. Em 2020 participou do National Theatre Connections.
Em abril de 2021, foi anunciado que Locke daria vida ao personagem Charles "Charlie" Spring, um dos protagonistas da nova série da Netflix, Heartstopper, juntamente com o ator britânico Kit Connor. Conseguiu o seu primeiro papel em uma audição aberta ao público e foi selecionado pela autora da história em quadrinhos de mesmo nome. A série é uma adaptação dos quadrinhos online — e posteriormente publicados em formato físico — escritos por Alice Oseman.Joe acabou escolhido entre mais de 10.000 outros atores em potencial para o papel. Enquanto Locke tinha 17 anos na época das filmagens, seu papel o coloca no corpo de um estudante de 14 anos em uma escola de gramática para meninos ingleses. O papel de Charlie em Heartstopper trouxe a Locke reconhecimento internacional e elogios críticos por sua atuação sensível e autêntica.
Joe Locke foi anunciado para o elenco da série Agatha All Along, um spin-off do universo Marvel centrado na personagem Agatha Harkness, interpretada por Kathryn Hahn em WandaVision. Joe Locke participou de um rigoroso processo de seleção, realizando um total de nove audições durante o período de 6 meses para assegurar seu papel na série. Embora o papel específico de Locke não tenha sido amplamente divulgado até o momento, sua inclusão no elenco é um marco significativo na sua carreira explorando mais a fundo a personagem Agatha Harkness e seus eventos após os acontecimentos de WandaVision. Com o decorrer dos episodios, foi revelado que Locke está interpretando Billy Maximoff.
Com apenas 20 anos, o ator britânico fez sua estreia na Broadway interpretando Tobias Ragg no revival indicado ao Tony de Sweeney Todd: The Demon Barber of Fleet Street. Sua performance foi particularmente notável, destacando seu talento jovem e promissor no palco.

## Vida pessoal
Locke é gay. Ele falou sobre suas experiências de ser um jovem gay da Ilha de Man e seus paralelos com a história de Charlie na série Heartstopper.
Joe Locke é conhecido por seu envolvimento com questões sociais e LGBTQ+, frequentemente usando sua plataforma para apoiar causas relacionadas a diversidade e inclusão. Locke teve um papel significativo na mudança da lei que proibia homens gays de doarem sangue na Ilha de Man. Em 2021, ele usou sua plataforma para ajudar a levantar a consciência sobre a discriminação que essa política representava. Graças à pressão pública e à campanha, a Ilha de Man revisou a sua política de doação de sangue, removendo as restrições discriminatórias e permitindo que homens gays doem sangue em igualdade de condições.
Locke é bastante reservado em relação à sua vida pessoal e tende a manter detalhes de sua vida privada fora do domínio público.

## Filmografia

### Televisão
| Ano  | Título                                              | Papel                           | Notas                  |
| ---- | --------------------------------------------------- | ------------------------------- | ---------------------- |
| 2022 | Heartstopper                                        | Charles "Charlie" Spring        | Papel principal        |
| 2022 | Celebrity Gogglebox                                 | Ele mesmo                       | 1 episódio             |
| 2024 | The Great Celebrity Bake Off for Stand Up To Cancer | Ele mesmo / Concorrente         | Temporada 7 Episódio 5 |
| 2024 | Agatha All Along                                    | Billy Maximoff / Wiccano/ Jovem | Elenco principal       |

### Teatro
| Ano  | Título                                         | Papel       | Local            |
| ---- | ---------------------------------------------- | ----------- | ---------------- |
| 2022 | The Trials                                     | Noah        | Donmar Warehouse |
| 2024 | Sweeney Todd: The Demon Barber of Fleet Street | Tobias Ragg | Broadway         |